# Kevin Na

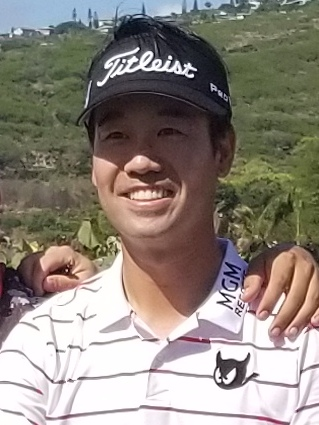
Kevin Na, 2018.

Kevin Na, koreanska: 나상욱, född 15 september 1983 i Seoul i Sydkorea, är en amerikansk professionell golfspelare som spelar för Liv Golf. Han har tidigare spelat bland annat på PGA Tour, PGA European Tour, Asian Tour och Korn Ferry Tour.
Na har vunnit fem PGA-vinster, en Asien-vinster och en Korn Ferry-vinst. Hans bästa resultat i majortävlingar har varit en sjunde vid 2016 års US Open; delad tia vid 2011 års PGA Championship samt delad tolva vid 2012, 2015 och 2021 års The Masters Tournament.